# Marcos Mundstock
Marcos Mundstock (25 de maig de 1942, Santa Fe, Argentina - Buenos Aires, 22 d'abril de 2020) fou un locutor professional, redactor publicitari, actor i humorista argentí, integrant del grup de música i humor Les Luthiers.

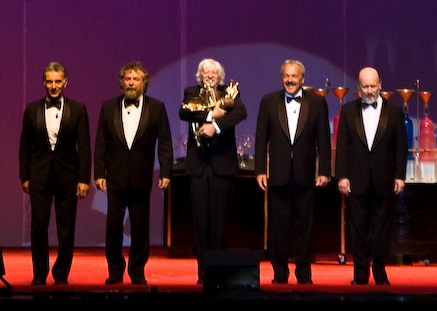
Final del recital de Les Luthiers titulat Los Premios Mastropiero. Mundstock és el primer des de la dreta. A la seva dreta, Daniel Rabinovich.

## Biografia
Mundstock era fill d'immigrants jueus asquenazites procedents de Rava-Ruska, una ciutat de la regió de Galítsia, a l'Europa Oriental, actualment pertanyent a Ucraïna. La ciutat va formar part de Polònia després de la Primera Guerra Mundial, per la qual cosa els pares de Mundstock van emigrar a l'Argentina amb passaport polonès. 

Pel que fa a la seva història familiar, Mudstock explicava:
El meu papà, que era rellotger, i em va arribar a ensenyar una mica del seu ofici, va arribar a l'Argentina el 1930 (allà hi tenia una germana) i es va instal·lar a la ciutat de Rosario. La meva mamà havia arribat amb la seva família un any abans i vivia a Santa Fe.
Algú que els coneixia els va posar en contacte. Més endavant es van casar, i van anar a viure a Rosario, on va néixer la meva germana. Després es van traslladar a la ciutat de Santa Fe, on vaig néixer jo el 1942. Set anys més tard, ens mudem a Buenos Aires. La meva família parlava en idish. Jo el parlo bé, encara que mai vaig arribar a parlar tan fluidament com ells.
Des de petit, Mundstock va estar exposat a diferents influències musicals, segons ell mateix explica: 
A casa meva sempre s'hi escoltava música, al meu papà li encantava. Quan jo era noi, escoltàvem programes de ràdio de la col·lectivitat italiana. Així vaig conèixer diversos tenors famosos, com Beniamino Gigli i Tito Schipa. Escoltàvem moltes cançons napolitanes, i també àries d'òpera. Allò va ser per a mi una primera aproximació a la música, amb un gran gaudi.
Per descomptat que també escoltàvem programes jueus. Els cantants litúrgics de sinagoga tenien una veu molt operística. Alguns eren fantàstics i al meu pare li encantaven. Durant la meva infància vam tenir alguns problemes econòmics.
Després de mudar-se de Santa Fe a Buenos Aires, el meu pare va estar alguns anys sense tenir una feina estable. Tal vegada per això mai em va enviar a rebre classes de música, i per la mateixa raó, a mi tampoc se'm va ocórrer demanar-li-ho.
Al començament de la seva participació en les Luthiers va fer feines en ràdio i publicitat, encara que aviat va passar a dedicar-se en exclusiva a les actuacions del grup. Juntament amb el fundador del conjunt, Gerardo Masana, va crear el personatge del fictici compositor Johann Sebastian Mastropiero, en la suposada vida i obra del qual es basen moltes de les peces musicals que interpreten, així com els seus textos introductoris.

Si bé amb Les Luthiers ocasionalment interpretava algun instrument, com ara el gom-horn, Mundstock reconeixia ser el membre del conjunt amb menors qualitats per a la interpretació musical. Segons el seu propi relat, als 24 anys es va comprar un piano i va intentar aprendre a tocar-lo:
Però tenia una espècie de bloqueig. No era que no tingués capacitat, sinó que mancava de la constància i la paciència necessària per asseure'm a practicar. Volia aprendre tot molt ràpidament. I en la música, els temps d'aprenentatge són molt difícils de modificar. 
Els meus intents d'aprendre piano no van prosperar. La música és una assignatura pendent en la meva vida.
Més endavant vaig rebre classes de cant amb un professor. Ja havia estudiat cant anteriorment, i sempre vaig tenir la fantasia de ser cantant.
Reconegut per la seva veu de baix, destaca per relatar els textos introductoris de la majoria de les obres de cada espectacle.
A Mar del Plata, el 8 de febrer de 1971, enmig d'una discussió després d'actuar en un espectacle on treballaven junts, va sofrir una agressió per part de Nacha Guevara qui li va llançar un got de vidre a la cara i li va fer un tall que li va costar diversos punts de sutura. Guevara va ser sentenciada a dos mesos de presó, sentència que va quedar en suspens per falta d'antecedents.
En els últims anys va unir a algunes aparicions anteriors en televisió la interpretació de papers secundaris en pel·lícules argentines per a cinema (per exemple "No sos vos, soy yo" o "Roma"), i en una d'espanyola (Torrente 3: El protector).
El 2011 va participar en la pel·lícula Mi primera boda en el paper del Pare Patricio.

## Instruments que interpretava a Les Luthiers

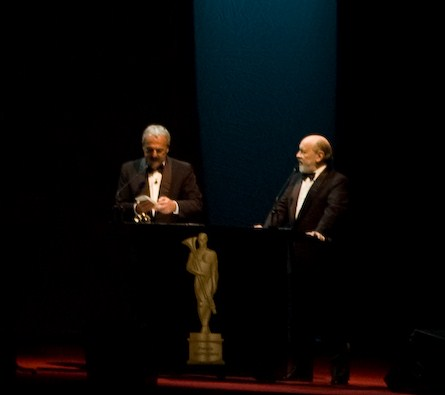
Marcos Mundstock (dreta) amb Daniel Rabinovich.

### Informals
- Gom-Horn a pistons
- Gom-Horn da testa
- Gom-Horn natural

### Formals
- Bombo
- Esquellot
- Pandero
- Platerets
- Reco-reco
- Tom base
- Triangle

## Participacions en cinema
- Quebracho - Veu en off (1974)
- Roma - Gustavo Smirnoff (2004)
- Cama adentro - Víctor (2004)
- No sos vos, soy yo - Analista (2004)
- Torrente 3: El protector: El Protector - Cameo (2005)
- Cine Negro - Entrevistat (2007)
- Ratatouille - Gusteau (veu en versió argentina) (2007)
- Bolt - Joey (veu en versió espanyola i llatinoamericana) (2008)
- Mi primera boda - Sacerdot (2011)
- Metegol - Ermità (2013)
- El cuento de las comadrejas - Martín Saravia  (2019)

## Televisió
| Any          | Programa                                            | Canal                       |
| ------------ | --------------------------------------------------- | --------------------------- |
| 1993         | Good Xou                                            | Telefe                      |
| 1995         | Sorpresa i Mitjana                                  | eltrece                     |
| 1999         | L'Argentina de Tato                                 | eltrece                     |
| 2004-2005    | Mosca &amp; Smith                                   | Telefe                      |
| 2006-2008    | Al Colón                                            | Televisió Pública Argentina |
| 2007         | Els Contes de Fontanarrosa                          | Televisió Pública Argentina |
| 2011         | Recordant el xou d'Alejandro Molina                 | Televisió Pública Argentina |
| 2018-Present | Passat de Copes (Versió Argentina de Drunk History) | Telefe                      |